# Municipio de Vermillion (Iowa)
El municipio de Vermillion (en inglés: Vermillion Township) es uno de los diecisiete municipios ubicados en el condado de Appanoose en el estado estadounidense de Iowa. En el año 2000 el municipio tenía una población de 815 habitantes y una densidad poblacional de 14,2 personas por km². El municipio no tiene ciudades en su territorio, pero rodea en su totalidad a la ciudad de Centerville, la sede de condado.

## Geografía
El municipio de Vermillion se encuentra ubicado en las coordenadas 40°43′26″N 92°51′27″O / 40.72389, -92.85750.